# جوزيف جيبس
جوزيف جيبس (بالإنجليزية: Joey Gibbs) (13 يونيو 1992 بغوسفورد في أستراليا - ) هو لاعب كرة قدم أسترالي في مركز الهجوم. لعب مع أولمبيك تشارلروا وسيدني إف سي وسيدني تايغرز وماركوني ستاليونز ونادي وسترن سيدني واندررز ونيوكاسل يونايتد جتس ونادي تاي بو ونادي بلاكتاون سيتي وManly United FC ‏.

## وصلات خارجية
- جوزيف جيبس على موقع قاعدة بيانات كرة القدم.إي يو (الإنجليزية)
- جوزيف جيبس على موقع Soccerway.com (الإنجليزية)
- جوزيف جيبس على موقع عالم كرة القدم.نت (الإنجليزية)